# Tyva Kyzy
Tyva Kyzy (touvain : Тыва Кызы) est un groupe de musique traditionnelle folklorique touvaine, composée de femmes, utilisant des instruments traditionnels et la technique de chant de gorge polyphonique khöömei. Il est dirigé par Choduraa Tumat (tyv) (Чодураа Тумат). C'est le seul unique groupe de musique touvain composé de femmes à pratiquer toutes les formes de khöömei touvain.
Le khöömei interprété par les femmes est plus rare que par les hommes, certains pensent que cette pratique peut poser des problèmes lors des accouchements, et d'autres pensent qu'il n'y a pas de problèmes. Les femmes utilisant ces styles sont généralement plus discrètes et préfèrent chanter seules dans la nature. Autrefois les gens venaient écouter les femmes chanter le khöömei, mais le public a perdu de l'intérêt pour cet art féminin au fil du temps. Les principaux styles de khöömei pratiqués par les femmes sont en général, khöömei, sygyt et kargyraa. Parmi les autres khöömeizhi contemporaines célèbres, on peut citer Khunashtaar-ool Oorzhak (touvain : Khunashtaar-ool Oorzhak, 1932 — 1993) ou Choldak-Kara Oyun (Чолдак-Кара Ойун).